# Польська діаспора у США
Поляки США , або розмовно Польські американці — громадяни або мешканці Сполучених Штатів без отриманя громадянства США, які мають повне або часткове польське походження. За оцінками, 9,15 мільйона польських американців складають близько 2,83 % населення США. Польські американці є найбільшою слов'янською етнічною групою у Сполучених Штатах, другою за величиною групою Центральної Європи та восьмою за величиною групою іммігрантів в цілому.
Перші польські поселенці прибули в невдалу колонію Волтера Релі, Роанок у 1585 році. У 1608 році польські поселенці приїхали в Колонію Вірджинії в якості кваліфікованих майстрів.
Два польських іммігранти, Казимир Пуласький та Тадеуш Костюшко, очолювали армію у Війні за незалежність США і запам'яталися як національні герої. В цілому, понад мільйон поляків іммігрували до Сполучених Штатів, перш за все в кінці 19-го і на початку 20-го століть. Точне число мігрантів невідоме. Багато іммігрантів були класифіковані як «російські», «німецькі» та «австрійські» службою імміграції США, оскільки польська держава не існувала з 1795 по 1918 рік. Таким чином, колишні території Польщі в цей час перебували під прусським, австрійсько-угорським і російським контролем.
У 2000 році 667 414 американців старше 5 років повідомили про польську мову як про мову, на якій розмовляють вдома, що становить близько 1,4 % груп переписів, які говорять іншою мовою, крім англійської, або 0,25 % населення США.

## Історія
Їх історія ділиться на три етапи:
1. З колоніальної епохи до 1870 року невелике число поляків приїхали в Америку як окремі особи або в невеликі сімейні групи, і вони швидко освоювалися і не утворювали окремі громади. Деякі євреї з Польщі навіть утворювали міста, які були польськими бастіонами, з метою приховати свою єврейську ідентичність.
2. З 1870 по 1914 рік поляки й польські піддані сформували значну частину хвилі імміграції з Німеччини, Імперської Росії та Австро-Угорщини. Етнічні поляки та євреї, зокрема, утворювали сімейні групи, селилися і / або змішувалися в основному в польських кварталах і інших слов'янських бастіонах і прагнули заробити відносно більше грошей в порівнянні з тим, що вони могли б заробити в Європі (тому багато хто з них брали можливості працевлаштування для ручної праці в промисловості та гірничодобувній промисловості). Основні етнічно польсько-американські організації були засновані через високий інтерес Польщі до католицької церкви, парафіяльним школам і справах місцевих громад.

1. З 1914 року Сполучені Штати в основному не звертали уваги на не велику кількість емігрантів з Польщі. Рівень доходів зріс з низького, до середнього рівня. Поляки стали активними членами ліберальної Коаліції Нового Кодексу з 1930-х по 1960-і роки, але з того часу вони переїхали в передмістя і стали більш консервативними.

## Поширені прізвища
| Ім'я        | Кількість американців — 2000 | В Польщі — 2010 |               |
| Новак       | 18515                        | 1               | Новак         |
| Ковальський | 18134                        | 2               | Ковальський   |
| Kaminski    | 14190                        | 3               | Вісневскі     |
| Вісневскі   | 14190                        | 4               | Вуйчик        |
| Зелінський  | 11019                        | 5               | Ковальчик     |
| Козловський | 10373                        | 6               | Камінський    |
| Янковський  | 9060                         | 7               | Левандовський |
| Грабовський | 8975                         | 8               | Зелінський    |
| Шиманський  | 8813                         | 9               | Возняк        |
| Возняк      | 8563                         | 10              | Шиманський    |

## Демографія

### Окупація
Лопата (1976) стверджує, що поляки відрізнялися від більшості етнічних груп в Америці декількома особливостями. По-перше, вони не планували залишатися назавжди та ставати «американізованими». Замість цього вони прийшли тимчасово, щоб заробити гроші, інвестувати й чекати слушної нагоди повернутися. Їх метою було забезпечити собі бажаний соціальний статус в старому світі. Однак багато тимчасових мігрантів вирішили стати постійними американцями.
Багато з них знайшли роботу на вугільних шахтах Пенсільванії й у важкій промисловості (сталеливарні заводи, чавунні ливарні заводи, бійні, нафтопереробні заводи та цукрові заводи), в таких містах як Чикаго, Піттсбург, Детройт, Баффало, Мілвокі, Клівленд і Толедо.

### Перепис населення США
Служба перепису населення США просила польських іммігрантів вказувати польську мови як свою рідну мову починаючи з 1900 році, дозволяючи уряду перерахувати їх як окрему національність, коли не було польської держави. В американському переписі не робиться жодної різниці між етнічно польськими американцями та нащадками не етнічних поляків, таких як євреї або українці, які народилися на території Польщі й вважали себе польськими громадянами. З 10 мільйонів польських американців тільки певна частина мають польське етнічне походження. З іншого боку, багато етнічних поляків при приїзді в США з 1795 по 1917 рік, коли ще Польща не існувала, не ідентифікували себе як поляки та замість цього вказували себе як німці, австрійці або росіяни (це стосувалося народів, які окупували Польщу від 1795—1917).
Історично, польські американці дуже швидко освоювались в американському суспільстві. Між 1940 та 1960 роками тільки 20 відсотків дітей польських американців регулярно говорили на польській мові в порівнянні з 50 відсотками українців. На початку 1960-х років 3000 з 300 000 польських американців з Детройта щороку міняли свої імена. Володіння польською мовою рідко зустрічається у польських американців, оскільки 91,3 % говорять тільки англійською мовою. У 1979 році 8 мільйонів респондентів польського походження повідомили, що тільки 41,5 відсотки знають свій родовід, тоді як 57,3 % греків, 52 % італійців і сицилійців та 44 % українців зробили це.

### Дохід
За освітніми показниками, згідно з переписом населення США, 37,6 % мають ступінь бакалавра або вище, тоді як серед американського населення це відсоток складає 28,5 %. Середній дохід для американців польського походження складає 61 846 доларів США, без будь-яких статистично значущих відмінностей від інших слов'яно-американських груп, чеських, словацьких та українських.
| Етнічна приналежність            | Доходи  | Вища освіта (%) |
| -------------------------------- | ------- | --------------- |
| Росіяни                          | $70 310 | 57,5            |
| Поляки                           | $61 846 | 37,6            |
| Чехи                             | $61 758 | 40,4            |
| Словаки                          | $61 389 | 38,9            |
| Українці                         | $60 332 | 47,4            |
| Білих неіспаномовних             | $55 305 | 31,9            |
| Загальна кількість населення США | $50 502 | 28,5            |

### Польське населення
Польське населення в США з 2010 року:
| Рік  | Число    |
| ---- | -------- |
| 2010 | 475 503  |
| 2011 | ▼461 618 |
| 2012 | ▼440 312 |
| 2013 | ▼432 601 |
| 2014 | ▼424 460 |
| 2015 | ▼419 332 |
| 2016 | ▲424 928 |

## Общини
Переважна більшість польських іммігрантів селилися в міських районах, які були залучені в промисловості. Меншість, за деякими оцінками, тільки десять відсотків, селилося в сільській місцевості.
Історик Джон Буковчік зазначив, що польські іммігранти в Америці були дуже мобільними, і від 40 до 60 відсотків, ймовірно, переміщалися з міста протягом 10 років. Причини цього дуже індивідуалістичні; Теорія Буковчіка полягає в тому, що багато іммігрантів з сільськогосподарською освітою прагнули мігрувати, тому що вони не були прив'язні до місцевих земельних ділянок, як це було в Польщі. Інші наважувались почати бізнес і більшість з них відкрили невеликі роздрібні магазини, такі як пекарні, м'ясні магазини, салони і друкарні.

### Чикаго
Одна з найпомітніших за розміром польська громада знаходиться в Чикаго і його передмістях. У «Альманасі американської політики 2004» говориться, що «Навіть сьогодні, в Арчер-Хайтс (околиці Чикаго), ви навряд чи можете піти кудись, не почувши польської мови».
Вважається, що Чикаго є найбільшим польсько розмовним містом за межами Польщі, з приблизно 185 тисячами польською мовного населення, поставивши польську мову на третє місце в Чикаго. Вплив польської громади Чикаго демонструють численні польсько-американські організації: Польський музей Америки, Польський католицький союз Америки (найстаріша польсько-американська організація в США), Польська американська асоціація, Польсько-американський конгрес, Польський Національний альянс і альянс польських горян Північної Америки . Крім того, в штаті Іллінойс проживає більше мільйона чоловік, які мають польське походження, третя за чисельністю етнічна група після німецьких і ірландських американців.
Чиказька польська громада зосереджена уздовж північно-західних і південно-західних сторін міста, уздовж проспектів Мілвокі та Арчера, відповідно. Фестиваль Taste of Polonia в Чикаго відзначається в парку Джефферсона, в кожен День Праці (США). Майже 3 мільйони жителів польського походження живуть в районі між Чикаго і Детройтом. Спільнота зіграла роль вірного прихильника Демократичної партії та була винагороджена кількома місцями в Конгресі. Провідним представником був конгресмен Ден Ростенковський, один з найвпливовіших членів Конгресу (з 1959 по 1995 рік), особливо з питань оподаткування, до того як він потрапив до в'язниці.

### Нью-Йорк Сіті Метрополітан / Північний Нью-Джерсі
Нью-Йоркський Метрополітан, в тому числі боро Брукліну, а також Північний Нью-Джерсі, є батьківщиною другої за величиною спільноти польських американців. Greenpoint, в Брукліні є батьківщиною маленької Польщі в Нью-Йорку, в той час як Williamsburg, Maspeth і Ridgewood також містять яскраві польські спільноти.
Лінден Нью-Джерсі
15,6 % жителів від п'яти років і старше в місті Лінден в основному говорять польською мовою вдома, а безліч польсько-мовних установ знаходиться на станції Лінден, яка є прямою лінією в Манхеттені. Римсько-католицька церква Св. Терези пропонує меси польською мовою.
Інші області
В окрузі Гудзон, штат Нью-Джерсі, в Байонні розміщується найбільше в Польщі американське співтовариство Нью-Джерсі. Валлінгтон в Берген-Каунті, штат Нью-Джерсі, містить найвищий відсоток населення польських американців і один з найвищих в Сполучених Штатах — більше 40 %. Однак в Нью-Джерсі польські популяції також швидко ростуть в окрузі Пассаїк, у Гарфілді, графстві Берген.
Ріверхед, Нью-Йорк, розташований на східному Лонг-Айленді, містить район, відомий як Польське місто, де багато польських мігрантів продовжують оселитися з часів Другої світової війни; місто має польську архітектуру, магазини. Польське місто проводить щорічну літню Польську ярмароку. LOT Polish Airlines надає цілодобове авіаційне обслуговування між Міжнародним аеропортом імені Джона Кеннеді в районі Квінза в Нью-Йорку, Ньюарку та Варшаві.
Фонд Костюшко знаходиться в Нью-Йорку.

### Вісконсин і Міннесота
Польське населення Мілвокі завжди було меншим по чисельності, аніж німецько-американська громада. Проте, колись численна польська громада міста збудувала ряд польських соборів, серед яких чудова базиліка святого Йосафата і католицька церква Св. Станіслава. Багато польських жителів і підприємств як і раніше знаходяться в районі села Лінкольн. Місто також є батьківщиною польського фестивалю, найбільшого польського фестивалю в Сполучених Штатах, де польські американці з усього Вісконсина і прилеглого Чикаго приїжджають, щоб доторкнутися до польської культури через музику, їжу і розваги.
В Вісконсині, Міннесоті і Небрасці є різні типи поселень зі значними польськими громадами, які були створені в сільських районах. Історик Джон Радзіловський вважає, що до третини поляків в Міннесоті оселилися в сільських районах, де вони створили 40 громад, які часто були зосереджені навколо католицької церкви.

### Мічиган
Польське населення Мічигану в 850 000 чоловік є третім за величиною серед штатів США. Польські американці складають 8,6 % всього населення Мічигану. У місті Детройт є дуже велика польська громада, яка історично знаходиться в Полетауні та Гемтремку на східній стороні Детройта. Сьогодні в цьому районі є одні з найкрасивіших польських церков в Америці, таких як Св. Станіслав, Солодке Серце Марії, Св. Альбертусом, Св. Йосипа і Св. Гіацинт. Мічиган як штат має польське населення всюди.
Польський вплив як і раніше відчувається у всій області Детройта, особливо в передмісті Вайандотта, яке поступово стає основним центром польської американської діяльності в штаті. Збільшення міграції з Польщі допомагає зміцнити парафіяльну громаду Богоматері на горі Кармель і безліч польських американських громадських організацій, розташованих в місті Вайандотте. Крім того, в передмісті Детройта в Трої знаходиться Американський Польський культурний центр, де в Національному польсько-американському спортивному залі слави представлено понад 200. Підготовча школа Св. Марії, середня школа в Орчард Лейк з історично польським корінням, спонсорує популярну щорічну Польську виставку, яка вважається найбільшим ярмарком середньої школи Америки.

### Огайо
В Огайо проживає понад 440 000 чоловік польського походження, їх присутність найсильніше відчувається в районі Великого Клівленду, де проживає половина польського населення Огайо. У місті Клівленд, штат Огайо, є велика польська громада, особливо в історичному Слов'янському селі, як частина Секції Варшави. Поляки з цієї частини Клівленда мігрували в передмістя, такі як Гарфілд Хайтс, Парма і Сім пагорбів. Інші члени польської громади Клівленда живуть в Брексвіллі, Незалежності та Бродвью-Хайтс. Багато з цих поляків повертаються до своїх польських коренів, відвідуючи меси в церкві Святого Станіслава, на Східній 65-й вулиці і Бакстер-авеню. Поляки в Клівленді відзначають щорічний фестиваль врожаю, який зазвичай проводиться в кінці серпня. У ньому представлені польська музика та польська їжа. Інша польська частина Клівленда знаходиться в Тремонті, розташованому на західному боці Клівленда. Домашні парафії — св. Іоанн Канта та Сент-Джон Канті. У Клівленді також проводяться святкові заходи Польщі.

### Техас
Панна Марія, штат Техас, була заснована Верхнесилезськими поселенцями в переддень Різдва в 1854 році. Деякі люди все ще говорять на сілезькій мові в Техасі.

### Інші міста
Інші промислові міста з великими польськими громадами включають: Баффало, Нью-Йорк, Бостон, Балтимор, Нова Британія, Коннектикут, Портленд, Штат Орегон; Міннеаполіс, Філадельфія, Колумб, Огайо; Ері, штат Пенсильванія; Рочестер, Нью-Йорк; Сірак'юс, Нью-Йорк; Лос-Анджелес; Сан-Франциско; Піттсбург; центральний / західний Массачусетс; і Дулут, штат Міннесота.
Округ Лузерн, в північно-східній Пенсильванії, є єдиним округом в Сполучених Штатах, де безліч жителів заявляють про свій польський родовід. Сюди входять міста Вілкс-Барре, Піттстон, Хейзелтон і Нантікок. Багато мігрантів були залучені до цієї області через видобуток антрацитового вугілля в регіоні. Польський вплив як і раніше поширений сьогодні, у вигляді церковних базарів, польської музики і польської кухні.

### В загальному по штатах
Згідно з переписом Сполучених Штатів у 2000 році, штати США з найбільшою кількістю польських американців:
| - 1. Нью-Йорк (986 141) - 2. Іллінойс (932 996) - 3. Мічиган (854 844) - 4. Пенсільванія (824 146) - 5. Нью-Джерсі (576 473) - 6. Вісконсин (497 726) - 7. Каліфорнія (491 325) - 8. Огайо (433 016) - 9. Флорида (429 691) - 10. Массачусетс (323 210) - 11. Коннектикут (284 272) - 12. Міннесота (240 405) | - 13. Техас (228 309) - 14. Меріленд (184 364) - 15. Індіана (183 989) - 16. Аризона (126 665) - 17. Вірджинія (124 647) - 18. Колорадо (101 190) - 19. Міссурі (90 448) - 20. Джорджія (82 765) - 49. Гаваї(10 770) - 50. Вайомінг (9 929) - 51. Вашингтон (7 910) |

### У відсотках від загальної чисельності населення
| - 1. Вісконсин 9,65 % - 2. Мічиган 9,59 % - 3. Коннектикут 8,85 % - 4. Іллінойс 8,13 % - 5. Нью-Джерсі 7,35 % - 6. Пенсільванія 7,28 % - 7. Массачусетс 5,76 % - 8. Делавер 5,55 % - 9. Вермонт 5,29 % - 10. Нью-Йорк 5,24 % - 11. Міннесота 5,21 % - 12. Род-Айленд 4,58 % - 13. Огайо 4,28 % - 14. Нью-Гемпшир 4,2 % - 15. Небраска 3,8 % - 16. Меріленд 3,61 % - 17. Північна Дакота 3,07 % - 18. Флорида 2,91 % - 19. Індіана 2,83 % - 20. Аризона 2,79 % - 21. Колорадо 2,77 % - 22. Невада 2,53 % - 23. Мен 2,34 % - 24. Аляска 2,29 % - 25. Монтана 2,29 % - 26. Західна Вірджинія 2,07 % | - 27. Вашингтон 2,06 % - 28. Вірджинія 2,00 % - 29. Міссурі 1,93 % - 30. Вайомінг 1,86 % - 31. Орегон 1,77 % - 32. Південна Дакота 1,75 % - 33. Канзас 1,70 % - 34. Вашингтон 1,70 % - 35. Айдахо 1,65 % - 36. Каліфорнія 1,50 % - 37. Північна Кароліна 1,46 % - 38. Нью-Мексико 1,35 % - 39. Південна Кароліна 1,35 % - 40. Айова 1,28 % - 41. Джорджія 1.15 % - 42. Техас 1,15 % - 43. Теннессі 1,11 % - 44. Гаваї 1,03 % - 45. Оклахома 0,97 % - 46. Юта 0,96 % - 47. Кентуккі 0,95 % - 48. Арканзас 0,88 % - 49. Алабама 0,69 % - 50. Міссісіпі 0,64 % - 51. Луїзіана 0,58 % |

## Релігія
Як і в Польщі, більшість польських іммігрантів — католики. Історично склалося так, що менш як 5 % американців, які назвали себе польськими, заявили про сповідування інших релігій, крім римсько-католицької. Єврейські іммігранти з Польщі, в основному без винятку, ідентифікували себе як «єврей» або «російський єврей», коли вони перебували в Сполучених Штатах, і зіткнулися з історичної траєкторією, значно відмінною від етнічних поляків. Анусіми з Польщі також відрізнялися в своїй самоідентифікації, але в основному ідентифікував себе як «поляки» в Сполучених Штатах.
Польські американці побудували десятки польських соборів в районах Великих озер і Нової Англії та в Середній Атлантиці. Поляки Чикаго заснували такі церкви: Св. Станіслава Костку, Святої Трійці, Св. Іоанна Канта, Св. Олени, Св. Фіделіс, Св. Марії, Св. Гедвіги, Св. Йосафата, Св. Франциска Ассізі (Парк Гумбольдта), Базиліка Св. Гіацинта, Св. Вацлава, Непорочного Серця Марії, Св. Станіслава, Сент-Джеймса (Крагін), Св. Ладіслава, Св. Констанса, Св. Марії Нескінченної Допомоги, Св. Барбари, SS. Петра і Павла, Святого Йосипа, П'яти Святих мучеників, Св. Панкратія, Св. Бруно, Св. Камілли, Святого Михайла (Південний Чикаго), Непорочного зачаття (Південний Чикаго), Св. Марії Магдалини, Санкт -Броніслава, Св. Текле, Св. Флоріан, Св. Марії Ченстоховської (Цицерон), Св. Симеона (Беллвуд), Св. Блазе (Саміт), Св. Говеніке (Даунерс-Гроув), Св. Іоанна Рибака (Ліль), Св. Ісидора Фермера (Блакитний острів), Св. Андрія Апостола (місто Калумет) і Святого Іоанна Хрестителя (Харві), а також лікарні Св. Марії Назаретської, на Близькому Вест-Сайді.
Поляки створили близько 50 католицьких парафій в Міннесоті. Серед них: Св. Войцеха (Адальберт) і Св. Казимира (Казимир) в Св. Павла; Святий Хрест, Св. Філіпа, Св. Гедвіга (Ядвіга Сілезький), в Міннеаполісі; Зірка «Наша леді» і Св. Казимира в Дулуті; і Св. Казімежа (Казимира) та Св. Станіслав Костка в Вайноні. Деякі з парафій заснованих поляками в штаті Міннесота, включають в себе: Св. Іоанна Канта у Вільно; Св. Йосиф (Йосип) в Браувілле; Святий Іоанн Хрестителя у Вірджинії; Св. Марії в Ченстохові; Св. Войцеха (Адальберт) в Срібному озері; Богоматірі Гори Кармель в Ополе.
Поляки Клівленда створили церкву Св. Гіацинта (нині закриту), церква Святого Станіслава (1873), Святе Серце (1888—2010) Непорочне Серце Марії (1894), Св. Іоанна Канціо (Вестсайдська поляки), Св. Варвари (закриті) Церква Св. Петра і Павла (1927) в Гарфілді Хайтс, Сен-Тереза (1927) Гарфілд-Хайтс, Лікарня Мерімонт (1948) Гарфілд-Хайтс і церква Святої Моніки (1952) Гарфілд-Хайтс. Крім того, польська громадськість створила храм Богоматері Ченстохова в кампусі лікарні Мерімонт.
Поляки в Саут-Бенд, штат Індіана, заснували чотири парафії: прихід Св. Хедвига (1877 р.), прихід Св. Казимира (1898 р.), прихід Св. Станіслава (1907 р.) і прихід Св. Адальберта, Південний Бенд (1910 р.).
Близько 1897 року, на польському пагорбі Піттсбурга, було створено Непорочне Серце Марії, побудоване за зразком базиліки Святого Петра в Римі.
Польські американці зберегли свою давню традицію поклоніння Ченстоховській іконі Божої Матері в Сполучених Штатах. Копії картини поширені в польських американських церквах і парафіях, і багато церков і парафій названі на її честь. Шанування Діви Марії в польських парафіях є істотною відмінністю між польським католицизмом і звичайним католицизмом; Наприклад, польські черниці з ордену Феліціста взяли маріанство як наріжний камінь їх духовного розвитку, а польські церкви в США вважалися «культоподібними» в їх шанування Марії. Маріанство, яке викладали в польських парафіяльних школах в Сполучених Штатах, було розроблено незалежно від Католицької Церкви і продемонструвало автономію з боку черниць, які вчили польських американців. У Польщі, вважається. що Діва Марія служить матір'ю милосердя і порятунку для католиків, і протягом середньовіччя польські лицарі молилися перед нею перед битвою.
Хоча більшість польських американців залишилися вірними Католицькій Церкві, в 1897 році в Скрентоні, штат Пенсильванія, відкололася одна з католицьких церков. Польські парафіяни заснували церкву, щоб утвердити незалежність від католицької церкви в Америці. Вона існує і сьогодні з 25 000 парафіянами та залишається незалежною від авторитету Римо-католицької церкви.
Польща також є батьківщиною послідовників протестантизму і східної православної церкви. Невеликі групи обох цих груп також іммігрували до Сполучених Штатів. Одним з найбільш знаменитих художників релігійних ікон в Північній Америці сьогодні є польсько-американський східно-православний священик, о. Теодор Юревич, який одноосібно розмалював новий монастир Грачаніци на Третьому озері, штат Іллінойс.
Невелика група Липських татар, яка прибула з Білостока, допомогла створити першу мусульманську організацію в Брукліні, Нью-Йорк, в 1907 році, а потім і мечеть, яка все ще використовується.

## Культура
Культурні вклади польських американців охоплюють широкий спектр, включаючи засоби масової інформації, видавничу індустрію, релігія, художнє життя, кухню і музеї, а також фестивалі.

### ЗМІ
Серед найбільш примітних польських американських медіа-груп: Книги Гіппокрана (заснована польським американцем Джорджем Благово); TVP Polonia; Polsat 2 International; TVN International; Polvision; TV4U в Нью-Йорку; WPNA Radio Chicago; Польська радіоуслугі (раніше Радіо Полонія); Полонія сьогодні і Варшавський голос. Є також польські американські газети і журнали, такі як журнал Dziennik Związkowy, PL, Polish Weekly Chicago, Super Express USA і Nowy Dziennik в Нью-Йорку і Tygodnik Polski і The Polish Times в Детройті, Przeglad Polski Online, Польський американський журнал, «Польські новини в Інтернеті», Am-Pol Eagle Newspaper і «Прогрес для Польщі» та інші.

### Культурні особливості
Навіть в давно інтегрованих громадах залишаються залишки польської культури і лексики. Римо-католицькі церкви, побудовані польськими американськими громадами, часто служать засобом збереження культури.
Протягом 1950-х-1970-х років польські весілля часто були подією на весь день. Традиційні польські весілля в окрузі Чикаго, завжди відбувалися по суботах. Прийоми зазвичай проводилися в великому залі, такому як зал VFW. Польський гурт барабанів, співачка, акордеон і трубач розважали людей, коли вони танцювали традиційні танці, такі як оберек, «Польський хоп» і вальс. Найважливіша частина слов'янської культури, їжа грала дуже важливу роль. Очікується, що музиканти, а також гості насолоджуватимуться достатньою кількістю їжі та напоїв. Були поширені такі продукти, як польська ковбаса, квашена капуста, піорогі та клюски. Звичайними напоями були пиво, викрутки і високі кулі. В сучасній американській кухні стали популярними багато польських страв, в тому числі кільбаса (польська ковбаса), торт бабки, кашанка (касандка) і піорогі.
Культурні групи Польщі включають Польську асоціацію мистецтв і Польські соколи.
Серед багатьох польських американських письменників — кілька поетів, таких як Філ Боярський, Гедвігою Горскі, Джон Геслоускі, Джон Мінческі, Лінда Немек Фостер, Леонард Кресс (поет і перекладач), Сесілія Волочити, Кім Кікель і Марк Павляк (поет і редактор), поряд з романістами Леслі Пьетріком, Тадом Рутковським, Сюзанною Стремпеком Ши та іншими.

### Музеї
Серед найбільш відомих польських музеїв — Польський музей Америки в старому польському центрі Чикаго; заснований в 1935 році, найбільший етнічний музей в США, спонсорований Польським католицьким союзом Америки. Музейна бібліотека вважається однією з кращих, за межами Польщі. Настільки ж амбіційним є Польський американський музей, розташований в Порт-Вашингтоні, Нью-Йорк, заснований в 1977 році. У ньому представлені твори народного мистецтва, костюми, історичні артефакти і картини, а також двомовна дослідницька бібліотека з особливим наголосом на досягнення людей польського походження в Америці. Існує також Польський інститут культури та музей Вайнони, штат Міннесота, неофіційно відомий як «Польський музей Вайнони». У Польському музеї Вайнони, офіційно створеного в 1979 році Полом Бреза, представлені експонати, що відносяться до польської культури Вануну, і проводиться широкий спектр заходів, присвячених польсько-американській спадщині Америки в цілому.

### Фестивалі
Існує безліч унікальних фестивалів, вуличних вечірок і парадів, що проводяться польсько-американським співтовариством. Польський фестиваль в Мілвокі, штат Вісконсин, який є популярним щорічним фестивалем, проходить в Фестивальному парку Генрі Маєра. Він також є найбільшим польським фестивалем в Сполучених Штатах. Це привертає польських американців з усього Вісконсина і прилеглого Чикаго, які приїжджають, щоб доторкунтись до польської культури через музику, їжу і розваги. Нью-Йорк є батьківщиною Нью-Йоркського кінофестивалю в Польщі, щорічного кінофестивалю, який демонструє сучасні і минулі фільми польського кіно. NYPFF — єдина щорічна презентація польських фільмів в Нью-Йорку і найбільший фестиваль, який просуває і представляє польські фільми на Східному узбережжі. Польський фестиваль на площі Клінтон в Сиракузі став найбільшою культурною подією в історії польської громади в Центральному Нью-Йорку. Польський фестиваль в Портленді, штат Орегон, є найбільшим в Західній частині Сполучених Штатів. Одним з найновіших і найамбітніших фестивалів є Польський кінофестиваль в Сіетлі, організований спільно з Польським кінофестивалем в Гдині, Польща. Канзас-Сіті, штат Канзас, є батьківщиною для багатьох польських американськанців походження. Протягом останніх 31 років в All Saints Parish був організований Польський день.

### Вихідні дні
- День Костюшко 4 Лютого
- День Казимира Пуласького Березень (тільки в Іліноїсі)
- Свято Благовіщення 25 Березня
- Paczki день (Жирний четвер)
- День конституції 3 Травня
- Поливаний понеділок
- Свято Ченстоховської ікони Божої Матері 26 Серпня
- Обжинки Вересень
- Меморіальний день генерала Казимира Пуласького 11 Жовтня
- Свято Непорочного зачаття 8 Грудня
- Святий Вечір 24 Грудня

## Внесок в американську культуру
Польські американці багато в чому вплинули на американську культуру. Найбільш помітним є те, що Джефферсон, який розробляв Конституцію Сполучених Штатів, був натхненний релігійною терпимістю до Варшавської Конфедерації, яка гарантувала свободу совісті.
Польська культура також вплинула на кулінарні смаки США — включенням традиційної польської кухні, наприклад: піерогі, кільбаса, голабкі. Деякі з польських страв були перероблені і заново створені в новому американському середовищі.
Польські американці також сприяли зміні фізичного ландшафту міст, які вони населяли, зводячи пам'ятники польсько-американським героям, таким як Костюшко і Пуласкі. Відмінні культурні явища, такі як польські квартири або архітектурний стиль польського собору, стали невіддільною частиною областей, де проживало польське населення.
Культурні зв'язки поляків з римським католицизмом також вплинули на прийняття таких обрядів, як благословення кошиків до Великодня в багатьох районах Сполучених Штатів з боку римських католиків.

### Архітектурний вплив
Ранні польські іммігранти будували будинки з високими дахами в Сполучених Штатах. Високий скатний дах необхідний в країнах, з високим відсотком опадів снігу, є спільною рисою архітектури Північної та Східної Європи. У Панні Марії, штат Техас, поляки будували цегляні будинки з товстими стінами і високими дахами. Метеорологічні дані і дані про ґрунт показують, що регіон в Техасі схильний до 1 дюйму снігу, а метеорологічне дослідження, проведене в 1960—1990 роках, показало, що найнижча денна температура, коли-небудь зареєстрована, становила 5 градусів за Фаренгейтом в 21 січня 1986 року, малоймовірна для снігу. Затінена веранда, створена цими дахами, була популярним житловим простором для польських техасців, які проводили більшу частину свого часу там, щоб уникнути субтропічних температур Техасу. Поляки в Техасі додавали ґанок на цих верандах, часто на південній вітряній стороні, що є зміною традиційної народної архітектури. Відповідно до усних історій, записаних від нащадків, веранди використовувалися для «майже всіх повсякденних занять з приготування страв для обробки шкір тварин». Поляки в Техасі клали солому на дахах до початку 1900-х років. Перший будинок, побудований поляком в Панні Марії, — будинок Джона Гавлика, був побудований в 1858 році. Будівля все ще стоїть і відвідується як історична пам'ятка в культурної історії Техасу. У 2011 році Товариство консервації Сан-Антоніо фінансувало заміну даху будівлі, назвавши її «історично та архітектурно значущою будівлею».

### Військовий
Організації, такі як Польський легіон американських ветеранів, були організовані для увічнення польського вкладу в американських військових діях.

## Бібліографії
- Bukowczyk, John J. (1986). And My Children Did Not Know Me: A History of the Polish-Americans. Bloomington: Indiana University Press. ISBN 0-253-30701-5. OCLC 59790559.
- Bukowczyk, John J. (1996). Polish Americans and Their History: Community, Culture, and Politics. Pittsburgh, Pa: University of Pittsburgh Press. ISBN 0-8229-3953-3. OCLC 494311843.
- Erdmans, Mary Patrice (1998). Opposite Poles: Immigrants and Ethnics in Polish Chicago, 1976–1990. University Park, Pa: Pennsylvania State University Press. ISBN 0-271-01735-X. OCLC 37245940.
- Gladsky, Thomas S. (1992). Princes, Peasants, and Other Polish Selves: Ethnicity in American Literature. Amherst: University of Massachusetts Press. ISBN 0-87023-775-6. OCLC 24912598.
- Greene, Victor. «Poles» in Stephan Thernstrom, ed., Harvard Encyclopedia of American Ethnic groups (Harvard University Press, 1980) pp 787–803
- Jackson, David J. (2003). Just Another Day in a New Polonia: Contemporary Polish-American Polka Music. Popular Music & Society. 26 (4): 529—540. doi:10.1080/0300776032000144986. ISSN 0300-7766. OCLC 363770952.
- Lopata, Helena Znaniecka (1976). Polish Americans: Status Competition in an Ethnic Community. Ethnic groups in American life series. Englewood Cliffs, N.J.: Prentice-Hall. ISBN 0-13-686436-8. OCLC 1959615.
- Majewski, Karen (2003). Traitors and True Poles: Narrating a Polish-American Identity, 1880–1939. Ohio University Press Polish and Polish-American studies series. Athens: Ohio University Press. ISBN 0-8214-1470-4. OCLC 51895984.
- Nowakowski, Jacek (1989). Polish-American Ways. New York: Perennial Library. ISBN 0-06-096336-0. OCLC 20130171.
- Pacyga, Dominic A. "Poles, " in Elliott Robert Barkan, ed., A Nation of Peoples: A Sourcebook on America's Multicultural Heritage (1999) pp 428–45
- Pienkos, Donald E. PNA: A Centennial History of the Polish National Alliance of the United States (Columbia University Press, 1984)
- Pienkos, Donald E., «Of Patriots and Presidents: America's Polish Diaspora and U.S. Foreign Policy since 1917,» Polish American Studies 68 (Spring 2011), 5–17.
- Pula, James S. (1995). Polish Americans: An Ethnic Community. Twayne's immigrant heritage of America series. New York: Twayne Publishers. ISBN 0-8057-8427-6. OCLC 30544009.
- Pula, James S. (1996). Image, Status, Mobility and Integration in American Society: The Polish Experience. Journal of American Ethnic History. 16 (1): 74—95. ISSN 0278-5927. OCLC 212041643.
- Pula, James S. «Polish-American Catholicism: A Case Study in Cultural Determinism», U.S. Catholic Historian Volume 27, #3 Summer 2009, pp. 1–19; in Project MUSE
- Radzilowski, John. «A Social History of Polish-American Catholicism», U.S. Catholic Historian — Volume 27, #3 Summer 2009, pp. 21–43 in Project MUSE
- Silverman, Deborah Anders (2000). Polish American Folklore. Urbana: Univ. of Illinois Press. ISBN 0-252-02569-5. OCLC 237414611.
- Thomas, William Isaac; Znaniecki, Florian Witold (1996) [1918–1920]. The Polish Peasant in Europe and America: A Classic Work in Immigration History. Urbana: University of Illinois Press. ISBN 0-252-06484-4. OCLC 477221814.

### Історіографія
- Jaroszynska-Kirchmann, Anna D., "The Polish American Historical Association: Looking Back, Looking Forward, « Polish American Studies, 65 (Spring 2008), 57–76.
- Walaszek, Adam. „Has the“ Salt-Water Curtain» Been Raised Up? Globalizing Historiography of Polish America." Polish American Studies 73.1 (2016): 47-67.
- Wytrwal, Joseph Anthony (1969). Poles in American History and Tradition. Detroit: Endurance Press. OCLC 29523.
- Zurawski, Joseph W. "Out of Focus: The Polish American Image in Film, " Polish American Studies (2013) 70#1 pp. 5–35 in JSTOR
- Zurawski, Joseph W. (1975). Polish American History and Culture: A Classified Bibliography. Chicago: Polish Museum of America. OCLC 1993061.
- Zych Adam A. (2005). The Living Situation of Elderly Americans of Polish Descent in Chicago. Wrocław: Wydawnictwo Naukowe DSWE TWP.